# پناهگاه حیات وحش

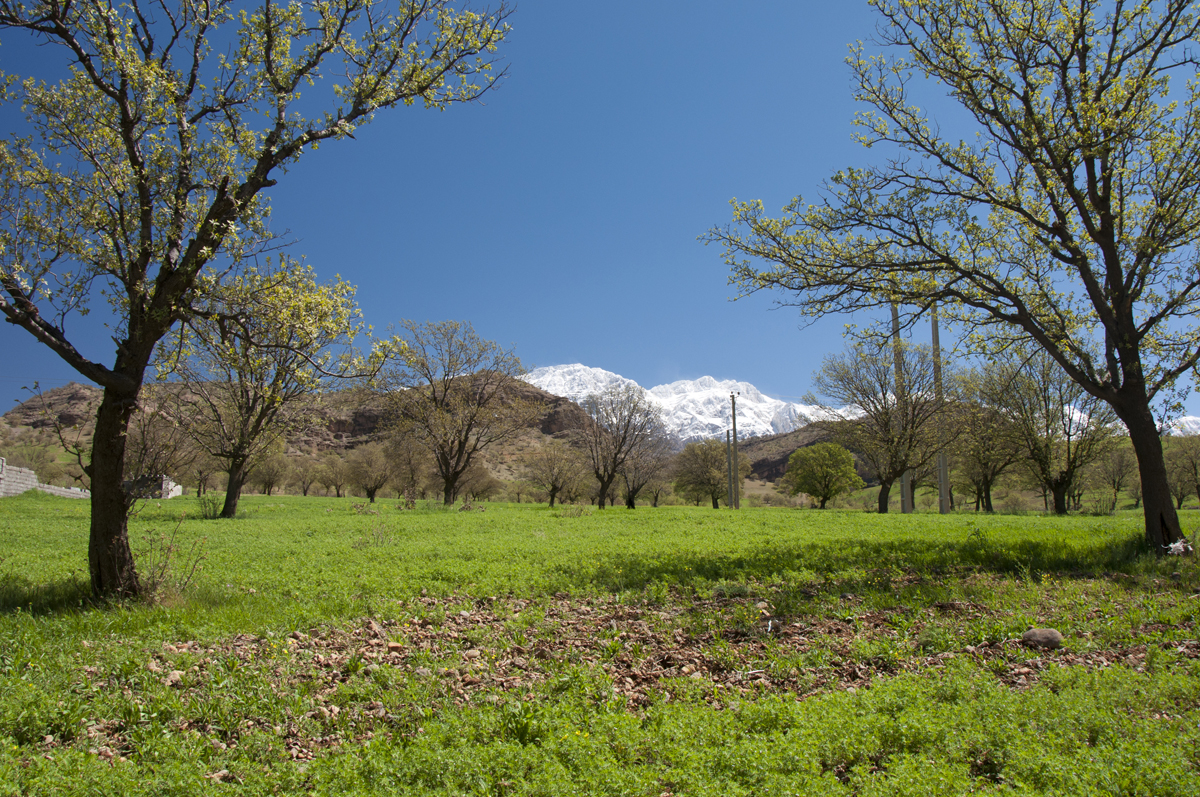
دنا، یکی از پناهگاه‌های حیات وحش در ایران

پناهگاه حیات وحش، زیستگاه‌های نمونه گونه‌های جانوران وحشی است که از اهمیت زیست‌محیطی و ملی برخوردارند.
این مناطق، محیط‌های مناسبی برای فعالیت‌های آموزشی و پژوهشی به ویژه در ارتباط با جانوران وحشی به‌شمار می‌آیند. بهره‌برداری مصرفی و سازگار و همچنین فعالیت‌های گردشگری کنترل شده در پناهگاه‌ها مجاز است.
پناهگاه‌های حیات وحش ایران در مجموع ۱٫۶۴ میلیون کیلومتر مربع است. این ذخایر بیش از ۸۰۰۰ گونه گیاهی ثبت شده (تقریباً ۲۴۲۱ بومی و منحصر به فرد)، ۵۰۲ گونه پرنده، ۱۶۴ گونه پستاندار، ۲۰۹ گونه خزندگان و ۳۷۵ گونه پروانه را شامل می‌شود.